# Natalia Rozwadowska
Natalia Rozwadowska – polska biolog, dr hab. nauk medycznych, profesor nadzwyczajny Instytutu Genetyki Człowieka Polskiej Akademii Nauk.

## Życiorys
Studiowała biotechnologię na Uniwersytecie Przyrodniczym w Poznaniu, natomiast 19 stycznia 2005 obroniła pracę doktorską Analiza molekularna genów systemu interleukiny-1 w gonadzie męskiej, 21 lutego 2017 habilitowała się na podstawie oceny dorobku naukowego i pracy.
Objęła funkcję profesora nadzwyczajnego w Instytucie Genetyki Człowieka PAN. Przewodnicząca Komitetu Narodowego do spraw Współpracy z Międzynarodową Radą ds. Wiedzy o Zwierzętach Laboratoryjnych (ICLAS), a także członek Komitetu Genetyki Człowieka i Patologii Molekularnej PAN.

## Publikacje
- 2005: Percutaneous trans-coronary-venous transplantation of autologous skeletal myoblasts in the treatment of post-infarction myocardial contractility impairment: the POZNAN trial[1]
- 2007: Crem activator isoforms in norma and impaired human spermatogenesis analyzed by real time RT-PCR[1]
- 2007: Interleukin-1 superfamily genes expression in normal or impaired human spermatogenesis[1]
- 2009: The role of IL-6, IL-10, TNF-alfa and its receptors TNFR1 and TNFR2 in the local regulatory system of normal and impaired human spermatogenesis[1]
- 2013: Potential biomarkers of nonobstructive azoospermia identified in microarray gene expression analysis[1]